# Rymologion
Rymologion (Rymologia) – zbiór wierszy Symeona Połockiego z XVII w.
Rymologion to jeden z trzech zbiorów wierszowanych Symeona, dziś zwanych słownikami encyklopedycznymi. Zawiera utwory pochwalne, adresowane do cara, członków jego rodziny oraz dostojników świeckich i kościelnych. Utwory te powstawały z okazji ceremonii dworskich oraz świąt.